# Jean-Henri Ravina
Jean-Henri Ravina (Bordeus, 20 de maig de 1818 - París, 30 de setembre de 1906) fou un musicòleg, compositor i pianista francès.
En el Conservatori de París, fou alumne de Laurent i Zimmermann, i més estudià composició amb Anton Reicha i Aimé Leborne. Després de diverses gires de concertista fixà la seva residència a París, dedicat a l'ensenyança i a la composició. És autor de moltes obres per a piano de brillant estil però superficial, que estigueren de moda molt de temps, i fins i tot fins a mitjan segle xx foren respectades per la seva correcta i curosa factura.
Entre les composicions que publicà hi figuren: Etudes de concert; Etudes característiques; Etudes mignounes, Pièces intimes; Les Harmonieuses, Marxa triomfal; Gran caprici dramàtic; Chant de l'exil; Douce pensée i Tristesse (Melodies); la fantasia espanyola Havaneros; Souvenirs de Russie; Les oiseaux; Les Mages et Joies du soir (estudis a quatre mans), etc.
A més, és autor d'una transcripció completa a quatre mans de les simfonies de Beethoven.
La seva esposa, Leticia Sari, també fou pianista i compositora.